# Bilel Briki
Bilel Briki est un acteur tunisien.
Il étudie à l'École internationale de théâtre Béatrice-Brout. Il est notamment connu pour avoir tenu le rôle de Maher dans la série Nouba d'Abdelhamid Bouchnak.

## Filmographie
Longs métrages
- 2013 : Bastardo (en) de Nejib Belkadhi
- 2014 : Printemps tunisien de Raja Amari[2]
- 2017 : Rumeur de l'eau de Taïeb Louhichi

Courts métrages
- 2010 : Vers le Nord (Lel Chamel) de Youssef Chebbi
- 2012 : Le Chèque d'Azza Ayari
- 2012 : Bousculade du 9 avril 1938 de Tarak Khalladi et Sawssen Say[3]
- 2014 : En Famille de Florence Vieira
- 2014 : El Kef de Walid Tayaa
- 2016 : Faracha d'Issam Bouguerra[4]
- 2017 : Le Convive de Hakim Mastour

Télévision
- 2013 : Awled Lebled (pilote) de Selim Benhafsa
- 2015 : Bolice (épisode 10) de Majdi Smiri
- 2019-2020 : Nouba d'Abdelhamid Bouchnak[1] : Maher
- 2021 : Awled El Ghoul (ar) de Mourad Ben Cheikh : Touhami[5]

## Théâtre
- 2013 : Salma, texte de Bilel Briki et Achref Adhadhi, mise en scène d'Achref Adhadhi
- 2015 : Le Passeport, texte et mise en scène de Bilel Briki
- 2022 : Oched Eddenya, mise en scène d'Abdelhamid Bouchnak[1]
- 2022-2023 : Mellassine Story, texte de Noureddine Hammami, mise en scène de Rayan Kairaouani[1],[6]